# East Ogwell
East Ogwell – wieś w Anglii, w Devon, w dystrykcie Teignbridge, w civil parish Ogwell. W 2015 miejscowość liczyła 890 mieszkańców. W 1891 roku civil parish liczyła 271 mieszkańców.